# 大下宗吾の耳からけむり
「大下宗吾の耳からけむり」（おおしたしゅうごのみみからけむり）は、2008年10月5日から2013年3月31日まで北海道放送（HBCラジオ）で放送されていた番組。
毎週日曜日23時から30分の録音放送。番組テーマは「思春期の恥辱」と「非モテの正しい資質」。パーソナリティーは番組名にあるように大下宗吾。
毎週レギュラーコーナー1つと1週限定コーナーについてリスナーからの投稿を募集していた。

## 主なコーナー
保健体育男女の疑問･ここどうなってんの？
1週限定コーナーの予定だったが、リスナーの参加が多かったためレギュラー化。基本的には「男性から女性への質問」と「女性からの答え」、「女性から男性への質問」（大下が答える）を募集している。タイトルコールをリスナーから募集。いかに女性リスナーが「エロく」タイトルコールをできるかを争う「エロ声選手権」を実施。2009年いっぱいで終了。
替え歌選手権（替え歌作家募集）
有名な曲の替え歌を募集。曲はその都度違う。大下が、リポーターをしているHBCテレビの「ユメイロ。」で替え歌を歌っていることから。2010年からレギュラー化。

### 1週限定コーナーの例
HBCラジオアナウンサー・パーソナリティー限定「抱かれたい男ランキング」
リスナーからの投票でランキングを作成。応募総数７５票で、1位が中野智樹、2位が大泉洋、3位が大森俊治、大下は4位だった。

## イベント
- 2009年5月31日、「HBCラジオふぇす」にて番組初の公開録音。白昼であったが「保健体育男女の疑問･ここどうなってんの?」を強行。お咎めはなかった。